# Clitellio arenarius
Clitellio arenarius är en ringmaskart som först beskrevs av Otto Friedrich Müller 1776. Clitellio arenarius ingår i släktet Clitellio och familjen glattmaskar. Arten är reproducerande i Sverige. Inga underarter finns listade i Catalogue of Life.